# Das Abenteuer der Sibylle Brant
Das Abenteuer der Sibylle Brant er en tysk stumfilm fra 1925 instrueret af Carl Froelich.

## Medvirkende
- Henny Porten som Sibylle Brant
- Memo Benassi som Theo Hartwig
- Rudolf Biebrach som Aribert Brant
- Harald Paulsen
- Henry Stuart
- Adolf E. Licho som Pötter
- Maria Forescu som Sonja Rubenstein